# Typhlodromus cephalochaitosus
Typhlodromus cephalochaitosus är en spindeldjursart som beskrevs av Moraes, Oliveira och Zannou 200. Typhlodromus cephalochaitosus ingår i släktet Typhlodromus och familjen Phytoseiidae. Inga underarter finns listade i Catalogue of Life.